# Anders Carlson
Anders Carlson (Colorado Springs, Colorado; 16 de junio de 1998) es un jugador profesional estadounidense de fútbol americano, se desempeña en la posición de kicker en San Francisco 49ers, en la National Football League (NFL).

## Carrera
Fue seleccionado en la Reunión Anual de Selección de Jugadores de la NFL de 2023. Hizo su debut profesional con el equipo Green Bay Packers, lleva jugando una temporada.